# Banuta
Banuta – wieś w Słowenii, w gminie Lendava. 1 stycznia 2018 miejscowość liczyła 63 mieszkańców.